# Vasso
Vasso (griechisch Βασω) ist ein weiblicher Vorname.

## Herkunft und Bedeutung
Vasso ist eine wechselnde Transkription des griechischen Namens Vaso.

## Bekannte Namensträgerinnen
- Vasso Papandreou (1944–2024), griechische Politikerin